# Izocitrat—homoizocitrat dehidrogenaza
Izocitrat—homoizocitrat dehidrogenaza (EC 1.1.1.286, homoizocitrat---izocitrat dehidrogenaza, PH1722) je enzim sa sistematskim imenom izocitrat(homoizocitrat):NAD+ oksidoreduktaza (dekarboksilacija). Ovaj enzim katalizuje sledeću hemijsku reakciju
(1) izocitrat + NAD+ {\displaystyle \rightleftharpoons } 2-oksoglutarat + CO2 + NADH
(2) ()-1-hidroksibutan-1,2,4-trikarboksilat + NAD+ {\displaystyle \rightleftharpoons } 2-oksoadipat + CO2 + +
Za rad ovog enzima su neophodni Mn2+ i + ili NH4+. Za razliku od EC 1.1.1.41, izocitratne dehidrogenaze (NAD+) i EC 1.1.1.87, homoizocitratne dehidrogenaze, ovaj enzim iz Pyrococcus horikoshii može da koristi izocitrat i homoizocitrat kao supstrate. On može da učestvuje u biosintezi lizina i glutamata.

## Literatura
- Nicholas C. Price; Lewis Stevens (1999). Fundamentals of Enzymology: The Cell and Molecular Biology of Catalytic Proteins (Third изд.). USA: Oxford University Press. ISBN 019850229X.
- Eric J. Toone (2006). Advances in Enzymology and Related Areas of Molecular Biology, Protein Evolution (Volume 75 изд.). Wiley-Interscience. ISBN 0471205036.
- Branden C; Tooze J. Introduction to Protein Structure. New York, NY: Garland Publishing. ISBN 0-8153-2305-0.
- Irwin H. Segel. Enzyme Kinetics: Behavior and Analysis of Rapid Equilibrium and Steady-State Enzyme Systems (Book 44 изд.). Wiley Classics Library. ISBN 0471303097.
- William P. Jencks (1987). Catalysis in Chemistry and Enzymology. Dover Publications. ISBN 0486654605.

## Spoljašnje veze
- Isocitrate---homoisocitrate+dehydrogenase на 